# Val (zespół muzyczny)
VAL – białoruski zespół muzyczny założony w 2016 roku; niedoszły reprezentant Białorusi w Konkursie Piosenki Eurowizji 2020.

## Członkowie zespołu
W skład zespołu wchodzą Waleryja Hrybusawa i Uładzisłau Paszkiewicz. Oboje poznali się w 2016 roku i niedługo później zaczęli wspólnie tworzyć muzykę. Duet współpracuje też z producentem Andriejem Kaliną.
Hrybusawa urodziła się 12 lutego 1995 w Mohylewie, śpiewem i tańcem zaczęła się zajmować w zespole muzyki ludowej, którego członkinią była w latach 2000–2005. Studiowała na Białoruskim Państwowym Uniwersytecie Kultury i Sztuki, ma młodszą siostrę Kirę. W 2013 dotarła do półfinału festiwalu New Wave w Jurmale. W 2015 roku zajęła drugie miejsce na Międzynarodowym Festiwalu Wykonawców Piosenki Estradowej w ramach Słowiańskiego Bazaru, przegrywając tylko z Dimaszem Kudajbiergenem, a 2017 roku wzięła udział w programie Hołos krajiny, ukraińskiej wersji programu The Voice, gdzie dołączyła do drużyny Dżamały. W latach 2013–2019 śpiewała w orkiestrze Michaiła Finberga. Paszkiewicz ukończył studia na wydziale komunikacji międzykulturowej Mińskiego Państwowego Uniwersytetu Lingwistycznego.

## Kariera muzyczna
1 maja 2017 duet wydał pierwszy EP, W mojej komnatie.
W 2020 zespół zgłosił się do białoruskich preselekcji do Konkursu Piosenki Eurowizji 2020 z piosenką „Da widna”. 27 stycznia 2020 znalazł się wśród 12 finalistów tych preselekcji. Dzień później ogłoszono, że w finale wystąpią jako ostatni w kolejności. 28 lutego 2020 grupa wygrała krajowe eliminacje, zdobywając 10 punktów od widzów i 10 od jury, zostając tym samym reprezentantami Białorusi w konkursie. Zespół miał wystąpić w pierwszym półfinale konkursu 12 maja, jednakże 18 marca 2020 poinformowano o odwołaniu konkursu ze względu na pandemię koronawirusa. W maju tego samego roku wystąpili w projekcie Eurovision Home Concerts, w którym wykonali „Da widna” i cover kompozycji „Rhythm Inside” Loїca Notteta.
W 2021 roku, z okazji Dnia Wolności wraz z zespołem Navi wydali piosenkę „Wolnyja sny”.

## Dyskografia
- W mojej komnatie (2017)